# (8726) Masamotonasu
(8726) Masamotonasu – planetoida z pasa głównego asteroid okrążająca Słońce w ciągu 5 lat i 237 dni w średniej odległości 3,17 au. Została odkryta 14 listopada 1996 roku w obserwatorium astronomicznym w Ōizumi przez Takao Kobayashiego. Nazwa planetoidy pochodzi od Masamoto Nasu (ur. 1942), prezesa Związku Pisarzy Japońskich dla dzieci. Przed nadaniem nazwy planetoida nosiła oznaczenie tymczasowe (8726) 1996 VP5.